# Lola Young
Lola Emily Mary Young (ur. 4 stycznia 2001 w Londynie) – brytyjska wokalistka oraz autorka tekstów piosenek.

## Dzieciństwo
Urodziła się 4 stycznia 2001 w Croydon. Dorastała w Beckenham. Jej ojciec z pochodzenia jest chińskim Jamajczykiem, matka Angielką. Jej rodzina, w tym ciotka Julia Donaldson, wspierała ją i zaszczepiła w niej uznanie dla sztuki. Rodzice wozili ją na wieczory open mike w lokalnych pubach. Kiedy zaproponowano jej podpisanie kontraktu, mieli wątpliwości, gdyż uważali, że jest na to za młoda, jednak zdecydowali się ją wspierać przy spełnieniu marzeń.
Jak przekazała w jednym z wywiadów, od zawsze tworzy muzykę, a pierwszą piosenkę napisała w wieku 11 lat.

## Kariera

### 2013–2018: Początki kariery
Young uczęszczała do BRIT School, gdzie doskonaliła swoje umiejętności i została wybrana zwycięzcą konkursu wokalnego Open Mic UK w wieku 15 lat za piosenkę „Never Enough”.  W 2016 roku Young pojawiła się w brytyjskim talent show Got What It Takes? emitowanym przez CBBC, gdzie zajęła drugie miejsce.  W 2018 roku ukończyła BRIT School i kontynuowała występy na lokalnych koncertach i wydarzeniach open mike. W ten sposób zwróciła uwagę Nicka Shymansky'ego (byłego menedżera Amy Winehouse) oraz Nicka Huggetta (byłego współpracownika Adele).  Wkrótce obaj zostali jej menedżerami. 

### 2019–2023: Debiutancki album i pierwsza trasa koncertowa
W 2019 roku Young podpisała kontrakt z Island Records i wydała swój debiutancki singiel „6 Feet Under”, po którym ukazała się EP Intro. Jej kolejna EP, Renaissance, została wydana 28 kwietnia 2020 roku. Pomimo obostrzeń związanych z pandemią COVID-19, utrzymała swoją obecność dzięki wirtualnym występom i kontynuowała wydawanie muzyki, w tym singla „Woman”.  W 2021 roku Young zyskała szersze uznanie dzięki występowi w The Late Late Show with James Corden i interpretacji „Together in Electric Dreams” w świątecznej reklamie Johna Lewisa.  Została nominowana do Brit Awards w kategorii Wschodząca Gwiazda. Główny singiel Young z jej debiutanckiego albumu, „Stream of Consciousness”, został wydany 25 listopada 2022 roku, a następnie odbyła udaną trasę koncertową po Europie. Album My Mind Wanders and Sometimes Leaves Completely został wydany w 2023 roku. 

### 2024–
21 czerwca 2024 roku Young wydała swój drugim album This Wasn't Meant for You Anyway, który zawierał single: „Wish You Were Dead”, „Conceited”, „Big Brown Eyes” oraz platynowy singiel numer 1 „Messy”. Piosenka „Messy” zyskała popularność wirusową dzięki TikTokowi, co znacznie zwiększyło jej międzynarodową pozycję.
„Messy” przez cztery tygodnie znajdowało się na szczycie listy przebojów UK Singles Chart, dzięki czemu najmłodszą brytyjską artystką, której singiel znalazł się na szczycie listy przebojów w Wielkiej Brytanii od czasu „Starlight” Dave'a w 2022 roku.  Utwór ten uczynił również Young najmłodszą brytyjską solową artystką, która osiągnęła pierwsze miejsce od czasu singla Dua Lipy „New Rules” z 2017 roku.  W kwietniu 2025 roku „Messy” stało się najpopularniejszym singlem brytyjskiego artysty na świecie. Na arenie międzynarodowej „Messy” znalazło się na pierwszym miejscu w Australii, Irlandii i Belgii oraz na szczycie listy przebojów alternatywnych stacji radiowych w USA i Kanadzie. Znalazło się w pierwszej dziesiątce w Nowej Zelandii (4), Holandii (5), Szwajcarii (5), Norwegii (5), Francji (6), Niemczech (7), Austrii (7), Polsce (8), Szwecji (8), Danii (8). 
21 stycznia 2025 roku Young wykonała utwór „Messy” w programie The Tonight Show Starring Jimmy Fallon. 11 kwietnia 2025 roku wystąpiła na Coachella Festival 2025.
16 maja 2025 wydała singiel „One Thing” stanowiący zapowiedź jej trzeciego albumu. 18 czerwca 2025 roku wydała kolejny singel „Not Like That Anymore”, zapowiadając premierę albumu I’m Only F**king Myself na 19 września 2025.

## Życie prywatne
W wieku 17 lat zdiagonozowano u niej zaburzenia schizoafektywne. Cierpi na nawracające torbiele strun głosowych, co powoduje problemy ze śpiewaniem, w wyniku których musi odwoływać występy. W 2025 roku dokonała coming outu jako osoba biseksualna.

## Dyskografia

### Albumy studyjne
| Tytuł                                                                      | Szczegóły albumu                                                                 | Najwyższa pozycja na liście    | Najwyższa pozycja na liście    | Najwyższa pozycja na liście    | Najwyższa pozycja na liście    | Najwyższa pozycja na liście    | Najwyższa pozycja na liście    | Najwyższa pozycja na liście    | Najwyższa pozycja na liście    | Najwyższa pozycja na liście    | Najwyższa pozycja na liście    |
| Tytuł                                                                      | Szczegóły albumu                                                                 | AUT                            | BEL                            | CAN                            | DEN                            | FRA                            | GER                            | NLD                            | SWI                            | UK                             | US                             |
| -------------------------------------------------------------------------- | -------------------------------------------------------------------------------- | ------------------------------ | ------------------------------ | ------------------------------ | ------------------------------ | ------------------------------ | ------------------------------ | ------------------------------ | ------------------------------ | ------------------------------ | ------------------------------ |
| My Mind Wanders and Sometimes Leaves Completely                            | - Data wydania: 26 maja 2023 - Wydawnictwo: Island - Format: CD, LP, cyfrowy     | —                              | —                              | —                              | —                              | —                              | —                              | —                              | —                              | —                              | —                              |
| This Wasn't Meant for You Anyway                                           | - Data wydania: 21 czerwca 2024 - Wydawnictwo: Island - Format: CD, LP, cyfrowy  | 43                             | 25                             | 38                             | 28                             | 41                             | 12                             | 12                             | 53                             | 16                             | 64                             |
| I'm Only F**king Myself                                                    | - Data wydania: 19 września 2025 - Wydawnictwo: Island - Format: CD, LP, cyfrowy | Zapowiedziany na wrzesień 2025 | Zapowiedziany na wrzesień 2025 | Zapowiedziany na wrzesień 2025 | Zapowiedziany na wrzesień 2025 | Zapowiedziany na wrzesień 2025 | Zapowiedziany na wrzesień 2025 | Zapowiedziany na wrzesień 2025 | Zapowiedziany na wrzesień 2025 | Zapowiedziany na wrzesień 2025 | Zapowiedziany na wrzesień 2025 |
| „—” oznacza, że album nie znalazł się na listach przebojów w tym regionie. |                                                                                  |                                |                                |                                |                                |                                |                                |                                |                                |                                |                                |

### Mini-albumy
| Tytuł | Szczegóły albumu                                                             |
| ----- | ---------------------------------------------------------------------------- |
| Intro | - Data wydania: 7 listopada 2019 - Wydawnictwo: Island - Format: CD, cyfrowy |

### EP
| Tytuł          | Szczegóły albumu                                                         |
| -------------- | ------------------------------------------------------------------------ |
| Renaissance    | - Data wydania: 28 kwietnia 2020 - Wydawnictwo: Island - Format: cyfrowy |
| After Midnight | - Data wydania: 20 sierpnia 2021 - Wydawnictwo: Island - Format: cyfrowy |

## Nagrody i nominacje
| Organizacja         | Rok  | Kategoria                                               | Nominacja                        | Wynik      | Źródło |
| ------------------- | ---- | ------------------------------------------------------- | -------------------------------- | ---------- | ------ |
| ASCAP               | 2025 | Vanguard Award                                          | Lola Young                       | Wygrana    | [ 37 ] |
| BBC                 | 2021 | Sound of 2022                                           | Lola Young                       | 4. miejsce | [ 38 ] |
| Brit Awards         | 2021 | Wschodząca gwiazda                                      | Lola Young                       | Nominacja  | [ 39 ] |
| Brit Awards         | 2025 | Brytyjski wykonawca pop                                 | Lola Young                       | Nominacja  | [ 40 ] |
| Ivor Novello Awards | 2025 | Najlepszy album                                         | This Wasn't Meant for You Anyway | Nominacja  | [ 41 ] |
| Ivor Novello Awards | 2025 | Najlepsza piosenka pod względem muzycznym i tekstowym   | Messy                            | Nominacja  | [ 41 ] |
| Ivor Novello Awards | 2025 | Wschodząca gwiazda                                      | Lola Young                       | Wygrana    | [ 41 ] |
| OCC                 | 2025 | Oficjalna nagroda za single (nr 1 na listach przebojów) | Lola Young                       | Wygrana    | [ 42 ] |
| Ticketmaster        | 2022 | Przełomowy artysta                                      | Lola Young                       | Nominacja  | [ 43 ] |